# Цикл відсаджування

Цикл відсаджування (рос. цикл отсадки, англ. cycle of jig bed pulsation, нім. Pulsationszyklus m der Setzung —
1. Повний період одного коливання системи «повітря-вода-робоча постіль» від початку до повного припинення руху води.
2. Закінчена послідовність впуску стисненого повітря, паузи, випуску повітря в атмосферу і паузи — повітряний цикл.
3. Характер зміни швидкості вертикального переміщення води в робочому (решітному) відділенні відсаджувальної машини протягом одного коливання. Характеризується тривалістю впуску, випуску повітря та паузи між ними, тиском повітря у повітрозбірнику та частотою коливань.
У поршневих відсаджувальних машинах Ц. в. має симетричний характер (синусоїда), у машинах з повітряними пульсаторами характер Ц. в. залежить від співвідношення періодів впуску, випуску повітря та пауз між ними. Максимальний розмах коливань та критерій
розпушеності відсаджувальної постелі досягають при циклах 50-0-50 та 45-10-45. Існує точка зору відносно переваг асиметричного Ц. в. з короткочасним інтенсивним висхідним ходом та уповільненим, більш тривалим низхідним (напр., т. зв. «цикл Майєра»), коли створюються сприятливі умови для більш упорядкованого осідання та ущільнення постелі без всмоктування легких дрібнозернистих частинок.